# Пуэнт-Нуар
Пуэ́нт-Нуа́р (фр. Pointe-Noire) — город в Республике Конго, второй по величине после Браззавиля, порт на Атлантическом океане, через который проходит почти весь внешнеторговый оборот страны. До 2004 года был центром департамента Куилу, затем выделен в отдельный департамент.
Население города по данным на 2010 год составляет 829 134 человек; (195 000 человек в 1980 году, 294 000 — в 1984 году, 455 000 в 1996 году).

## География
Город расположен на мысе между бухтой Пуэнт-Нуар и Атлантическим океаном.
Климат жаркий и влажный. Осадков много, наименьшее их количество наблюдается в сентябре-октябре.
Город известен своими пляжами и местом для сёрфинга.

## История
В 1484 году португальские мореплаватели увидели здесь чёрные скалы и назвали эту местность Чёрный Мыс (по-французски Пуэнт-Нуар). Сам же город основан в 1883 году экспедицией Пьера Саворньяна де Бразза как военный пост на месте небольшого рыбацкого посёлка. В 1950—1958 годах столица французской колонии Среднее Конго. В 1924—1934 годах город был соединён железной дорогой со столицей.
В 1927 году в город была подведена питьевая вода, в 1932 году построен аэропорт, в 1936 году первая больница, в 1942 году построен новый порт. Гражданская война 1997—1999 годов вызвала массовое переселение народа в город из внутренних регионов, что увеличило население вдвое.

## Экономика

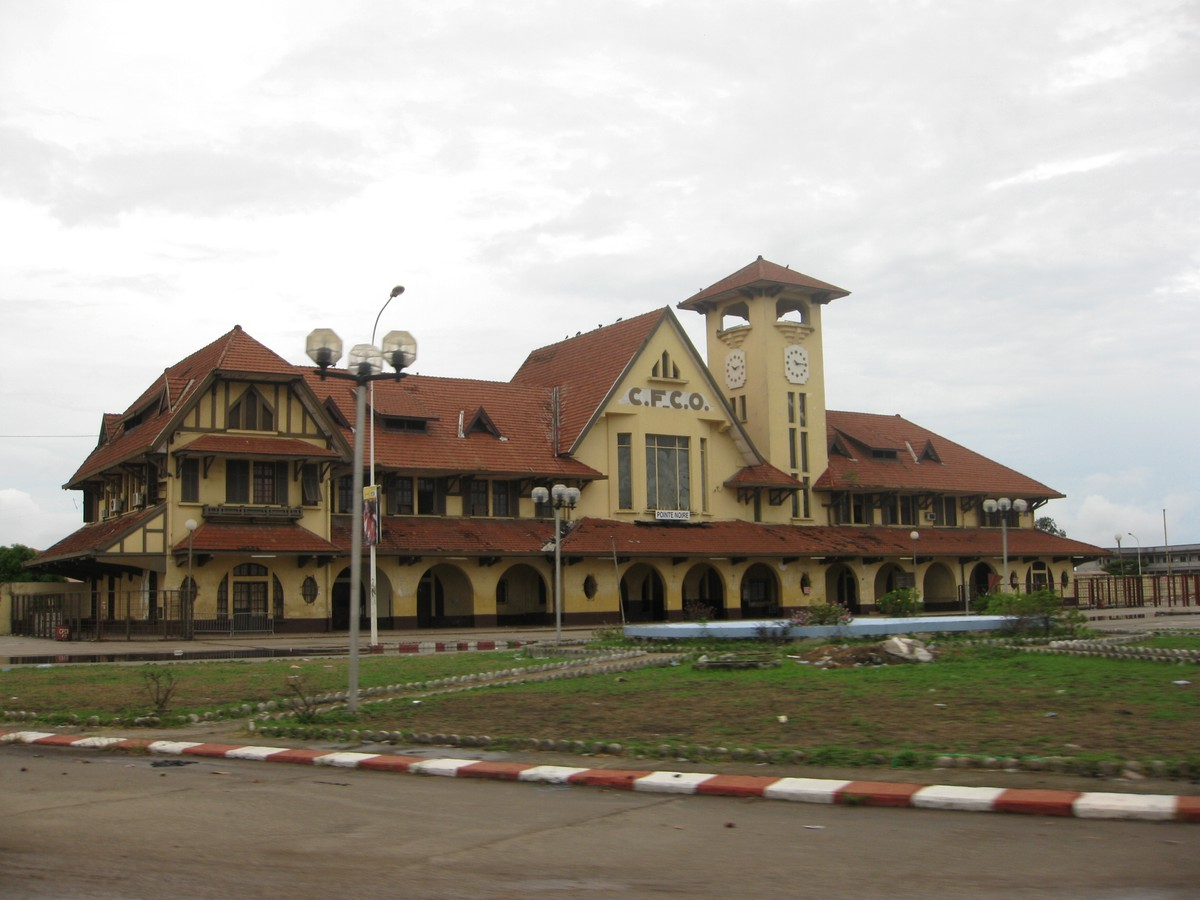
Железнодорожный вокзал Пуэнт-Нуара

Город называют морскими воротами Республики Конго. Грузооборот порта составляет 8,1 млн тонн (1983). Порт используют также Габон (вывоз марганцевой руды), Центрально-Африканская республика и Чад. Он имеет большой нефтяной терминал «Джено».
Город связан с Браззавилем железной дорогой и автомагистралью. Международный аэропорт «Агостиньо-Нето», названый именем первого президента Анголы Агостиньо Нето.
Пуэнт-Нуар имеет один из крупнейших в Африке нефтеперерабатывающих заводов, построенный в 1980 году. У города развиты также лесопильная, фанерная, пищевая (маслобойная, рыбоконсервная), химическая, обувная, промышленность. Судостроение. ТЭС. Рыболовство. На окраине месторождения калийной соли Оль-Сен-Поль и Холле. На юге — разработка подводных месторождений нефти.

## Застройка
Регулярная планировка объединяет прямоугольную и радиальную системы улиц. В центральной части — административные здания, госпиталь, здания миссий, собор, океанографический центр, школа, жилые дома европейцев с элементами португальской архитектуры, ограниченные садами. К северу от порта, на плато — африканские кварталы, застроенные традиционными хижинами.

## Известные уроженцы
- Макоссо, Анатоль (род.1965) — Премьер-министр Республики Конго с 2021 года.

## Города-побратимы
- Гавр, Франция[3]